# Erik Knudsen
Erik Knudsen (Toronto, Ontario, Kanada, 1988. március 25.) kanadai színész.
Erik Knudsen főleg kanadai filmekben játszott szerepeket. Első nagy szerepét 2003-ban játszotta, Donovan MacKay szerepében, a Mental Block gyerekeknek szánt komédiában. További ismertebb szerepei a Fűrész II.-ben Daniel Matthewst, a Jericho-ban Dale Turner, a Continuum-ban Alec Sadler.

## Filmjei
| Év         | Cím                                 | Eredeti cím                  | Szerep              | Szinkronhang        |
| ---------- | ----------------------------------- | ---------------------------- | ------------------- | ------------------- |
| 2020       | Rex Kanadában : A kísértetbánya     | Hudson & Rex : Tunnel Vision | Ian Silver          | Pálmai Szabolcs     |
| 2012       |                                     | Degrassi                     | Darrin Howe         |                     |
| 2012- 2015 | Continuum                           | Continuum                    | Alec Sadler         | Joó Gábor           |
| 2012       |                                     | Saving Hope                  | Mitchell            |                     |
| 2012       |                                     | The Barrens                  | Ryan                |                     |
| 2011       | Sikoly 4.                           | Scream 4                     | Robbie Mercer       | Markovics Tamás     |
| 2011       | Csúf szerelem                       | Beastly                      | Trey Madison        | Gacsal Ádám         |
| 2010       | Scott Pilgrim a világ ellen         | Scott Pilgrim vs. the World  | Luke "Crash" Wilson | Joó Gábor           |
| 2009       | Lázongó ifjúság                     | Youth in Revolt              | Leroy "Lefty"       | Joó Gábor           |
| 2008       | Fűrész V.                           | Saw V                        | Daniel Matthews     |                     |
| 2008       |                                     | Flashpoint                   | Jackson Barcliffe   |                     |
| 2008       | Bűnös kapcsolat                     | A Teacher's Crime            | Jeremy Rander       | Czető Roland        |
| 2006- 2008 | Jericho                             | Jericho                      | Dale Turner         | Előd Botond         |
| 2005       | Fűrész II.                          | Saw II                       | Daniel Matthews     | Baradlay Viktor     |
| 2003       | Csoda a pályán                      | Full-Court Miracle           | TJ Murphy           |                     |
| 2001       | Áramszünet – A sötétség csapdájában | Blackout                     | Ian Robbins         |                     |
| 2001       | Férjem kettős élete                 | The Familiar Stranger        | Chris Welsh ifj.    | Pintér Gábor Attila |
| 2001       | Őrangyal                            | The Guardian                 | Hunter Reed         |                     |